# Georges Nanteuil
Pour les articles homonymes, voir Nanteuil.
Georges René Charles Lebœuf-Nanteuil dit Georges Nanteuil, né à Paris 6e le 15 mars 1870 et mort à Monte-Carlo le 11 mai 1918, est un romancier et dramaturge français.

## Biographie
Georges Nanteuil nait au sein d'une famille de peintres, sculpteurs et illustrateurs renommés. Parmi ses aïeux, on peut citer son grand-père le statuaire néoclassique Charles-François Lebœuf-Nanteuil (1792-1865), son grand-oncle le sculpteur et illustrateur Célestin Lebœuf-Nanteuil (1813-1873) et son père le peintre Paul Lebœuf-Nanteuil (1837-1901).
Georges Nanteuil se tourne vers la littérature et débute en publiant quelques nouvelles dans des périodiques.
Il devient secrétaire de la Scala et des Folies Bergère et metteur en scène de revues de café-concert, futurs spectacles de music-hall.

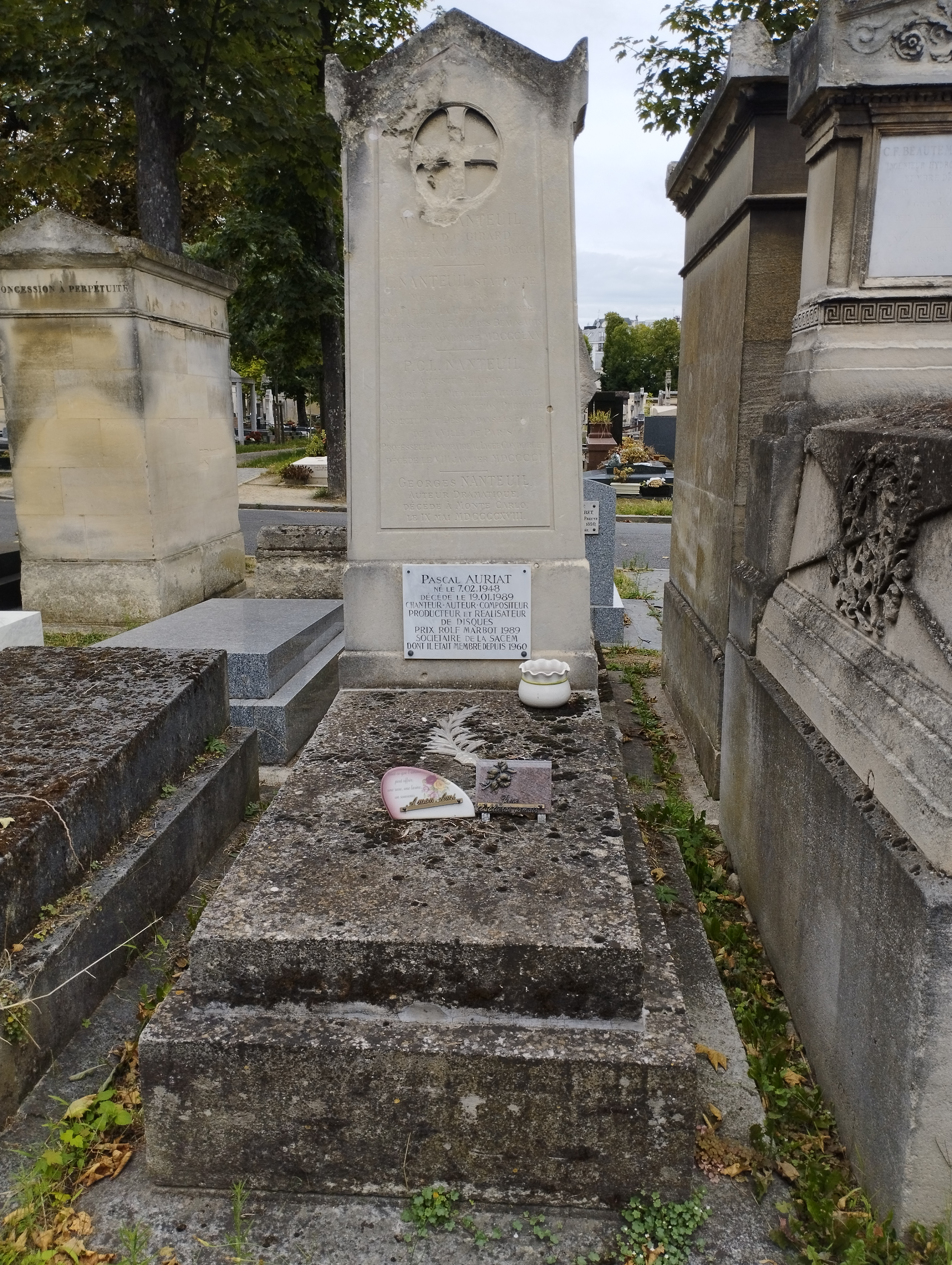
Tombe de Georges Nanteuil au cimetière du Montparnasse (division 13).

Au début du XXe siècle, Georges Nanteuil rencontre le dramaturge Henry de Gorsse avec lequel ils écrivent, durant une dizaine d'années, de nombreux succès pour revues et cafés-concerts (Allo !... de Vichy !..., Paris sans fil, Qui trop ambass…, Rosse tant… et plus, etc.).
En 1913, le succès aidant, Nanteuil et Gorsse se retrouvent à Deauville avec Mistinguett, Maurice Chevalier et Félix Mayol pour des projets artistiques.
La même année Georges Nanteuil écrit avec Hugues Delorme la pièce Et patati et patata, jouée au Théâtre des Capucines, pièce interprétée par Yvonne Printemps.
Mais la Première Guerre mondiale interrompt cette fructueuse collaboration entre ces artistes. Georges Nanteuil voit sa santé décliner.
Le 11 mai 1918, Georges Nanteuil meurt à Monte-Carlo des suites d'une longue maladie. Après une cérémonie religieuse en l'église Saint-Honoré-d'Eylau le 5 juin suivant, il est enterré au cimetière du Montparnasse dans la 13e division.

## Œuvres
- 1903 : Hue ! Cocotte !, comédie en 1 acte, avec Albert Faverne, au théâtre du Grand-Guignol (15 novembre)
- 1906 : Paris-fêtard, fantaisie-ballet en 4 tableaux, avec Ernest Grenet-Dancourt, à l'Olympia (3 février)
- 1908 : La Revue du Châtelet, revue en 3 actes et 28 tableaux, avec Henry de Gorsse, musique de Marius Baggers, au théâtre du Châtelet (1er mars)
- 1909 : Vas-y mon Prince !, fantaisie à grand spectacle en 10 tableaux, avec Henry de Gorsse, musique de Paul Monteux-Brisac, au concert de la Cigale (7 mars)
- 1909 : A la 6, 4, 2 !, revue d'été à grand spectacle en 2 actes et 9 tableaux, avec Henry de Gorsse, au concert de la Cigale (6 juin)
- 1909 : Ca fait ... la r'vue Michel, fantaisie-revue en 2 actes avec Henry de Gorsse, au théâtre Michel (21 novembre)[3].
- 1910 : Le Costaud de l'Olympe, opérette-bouffe en 2 actes, avec Léon Miral, musique de Willy Redstone, au concert de la Cigale (4 mai)
- 1910 : Mais z'oui !, revue à grand spectacle en 2 actes et 15 tableaux, avec Henry de Gorsse, au concert de la Cigale (30 octobre)
- 1911 : La Revue des T., revue en 2 actes et 20 tableaux, avec Henry de Gorsse, musique d'Henri José au concert de la Cigale (2 juin)
- 1911 : La Petite pensionnaire, comédie en 1 acte, avec Léon Miral, au théâtre des Capucines (19 décembre)
- 1912 : Rosse ... tant et plus !, revue en 2 tableaux, à la Boîte à Fursy (26 février)
- 1913 : La Belle Étoile, pièce en 3 actes, musique de Léon Jehin, à l'opéra de Monte-Carlo (10 janvier)
- 1913 : Et patati et patata !, revue en 2 actes, avec Henry de Gorsse, au théâtre des Capucines (1er avril)
- 1913 : Non...mais…!, revue de Georges Nanteuil et Henry de Gorsse, musique d'Henri José à La Cigale (4 septembre)[4],[5],[6].
- 1925 : La Hussarde, opérette en 3 actes, avec Henry de Gorsse et Victor Darlay, musique de Félix Fourdrain, au théâtre de la Gaîté-Lyrique (février)